# Luz Castro de Gutiérrez
Luz Castro de Gutiérrez (Medellín, 18 de enero de 1908-1991) fue una enfermera, filántropa y política colombiana. Fue una figura del llamado liderazgo empresarial antioqueño, y un personaje no ajeno a la vida política. Estaría entre las primeras mujeres colombianas que lucharían por la presencia femenina, en el desarrollo democrático del país.
Varias de sus fundaciones tuvieron incidencia social en miles de personas en la ciudad, la región y el país. 

## Biografía
Luz Castro de Gutiérrez nació en Medellín el 18 de enero de 1908, a seis años de haberse terminado la Guerra de los Mil Días y cuando la línea del Ferrocarril de Antioquia, el mismo que abriría hacia el progreso la región de la alta montaña paisa, estaba por ser construida hasta la ciudad de Cisneros.
Todavía estaba fresca la historia del que había sido un Estado Federal y había recibido el impulso progresista de su presidente Pedro Justo Berrío (1827 - 1875), el cual se extendería a través de otros líderes que en el campo político, económico y social le darían la forma a la Antioquia del siglo XX.
De una familia de personajes destacados, Luz Castro era prima de Carlos Castro Saavedra. Sus abuelos comunes fueron Ricardo Castro y Carlota Jaramillo.
Si bien su presencia fue notable en terrenos como el empresarial y el político, pero quien le dio este sitio en el mundo político y esa visión fue su carrera de enfermera realizada en el Hospital Pediátrico de La Misericordia en Santafé de Bogotá, que muy pocas veces ejerció.
Su obra trascendió con mucho el ámbito de su ciudad natal, hasta el punto de dejarla inscrita por ejemplo, en una de sus labores pioneras y de enfermera en la red del Women's World Banking, (Banco Mundial de la Mujer).
Cuando murió Luz Castro de Gutiérrez en 1991, su nombre ya había quedado asociado a diferentes entidades, fundaciones, hospitales y obras sociales.

## Vida política
Dada la notoriedad de sus ejecutorias, en varias oportunidades fue llamada por el Directorio Departamental de su partido (liberal) a prestar su nombre para la configuración de listas, por lo cual se vio obligada también a participar activamente en política, especialmente después de que en el país la mujer vio abierta las esclusas de participación política (1954).
Su edad no la amilanó a emprender una carrera política y resultó elegida para los períodos 1964-1966 y 1974-1976 como concejal de Medellín. Su papel como concejal fue impecable, nuevamente en medio de un ambiente predominantemente masculino.
De ella vienen diferentes proyectos, como enfermera siempre dentro del ámbito de los social, que se convirtieron en obras y que evidencian su preocupación por la dignificación de la niñez y de la mujer, especialmente de las clases menos favorecidas:
- La creación de centros de salud con guarderías anexas.
- La creación del Centro de Protección para la Menor.
- La creación de la Medalla al Mérito Femenino.

## Algunas de sus fundaciones, cargos y presidencias
- Presidente y fundadora (o cofundadora) de las siguientes instituciones de asistencia social:
  - Fundadora, enfermera y presidente de la junta directiva del Hospital General de Medellín Luz Castro de Gutiérrez, considerado en la actualidad uno de los mejores de la ciudad y del país[6]
  - Cofundadora del Comité Privado de Asistencia a la Niñez PAN http://corporacionpan.org/
  - Presidenta honoraria de la Universidad de Medellín.
  - Fundadora del Banco de Sangre del Hospital Universitario San Vicente de Paúl
  - Fundadora, Enfermera y presidenta del Hogar Infantil Rotario.
  - Enfermera y Voluntariado Hospitalario, el primero en su género en el país, junio de 1956
  - Asociación del Voluntariado –ADEVOL-
  - Kinder Popular Santa Fe, 1964
  - Enfermera del Comité de Asistencia a la Niñez –PAN-, 1970, origen del Women's World Banking, Banco Mundial de la Mujer en su tierra.
  - Casa El Porvenir, para niñas con problemas de conducta
  - Miembro honorario de la Sociedad de Mejoras Públicas de Medellín.

## Homenajes y condecoraciones
Su encuentro con las clases menos favorecidas se perpetúa en la memoria popular, ahora no solo con el nombre del Hospital General de Medellín "Luz Castro de Gutiérrez", sino también con el nuevo nombre dado a la importante vía de la ciudad conocida como Transveral Superior "Luz Castro de Gutiérrez", por iniciativa del Concejo de Medellín y de la Biblioteca Pública Piloto, los cuales presentaron el proyecto de homenaje a la mujer antioqueña dando el nombre de algunas de sus líderes a algunas calles de la ciudad. Por vocación, asimismo, fue una temprana ecologista.
Luz Castro de Gutiérrez recibió numerosas condecoraciones entre las cuales las más importantes fueron:
- Cruz Antonio Nariño
- Medalla Florence Nightingale de la Cruz Roja Internacional.
- Medalla Benefactora de las Madres otorgada por el Municipio de Medellín.
- In memoriam, una de las más importantes avenidas de Medellín, la Transversal superior, lleva su nombre.